# Partido Nueva República
El Partido Nueva República es un partido político costarricense de derecha conservadora fundado el 20 de octubre de 2018. Su líder y presidente es el candidato presidencial de las elecciones de 2018 y 2022, Fabricio Alvarado Muñoz.

## Historia
Fue fundado tras la renuncia de Fabricio Alvarado Muñoz al partido Restauración Nacional por desavenencias con el Comité Ejecutivo del mismo presidido por el diputado Carlos Avendaño,  y partido por medio del cual había sido candidato presidencial de importante protagonismo en las Elecciones presidenciales de Costa Rica de 2018, pues fue incluso el más votado en primera ronda con el 25 % de los votos y pasó al balotaje donde, sin embargo, resultó derrotado ante el candidato Carlos Alvarado Quesada del Partido Acción Ciudadana por un 39 % contra el 60 %. 
Tras una serie de controversias acontecidas por contratos irregulares realizados por el equipo de campaña sin permiso del Comité Ejecutivo y el aparente pago de las encuestas publicadas por la firma OPol Consultores, se dieron mutuas acusaciones entre Alvarado y Avendaño que llevó a la salida del primero y la fundación de su propio partido junto a la mayoría de los diputados electos por Restauración Nacional (8 de 14).  
El partido finalizó la recolección de firmas que exige el Tribunal Supremo de Elecciones (mínimo 3000 aunque la agrupación logró recolectar 5000) y realizó las 82 asambleas cantonales que culminan en la Asamblea Nacional fundacional el 30 de enero de 2019.

## Participación Internacional

### CPAC México
En agosto de 2024, Fabricio Alvarado compartió escenario con reconocidos líderes conservadores del continente en esta conferencia clave del conservadurismo internacional. Su intervención abordó temas relacionados con la defensa de la libertad, la vida y los valores tradicionales, fortaleciendo alianzas estratégicas con actores políticos afines en la región.

### IV Encuentro Regional de Foro Madrid
El Partido Nueva República se proyectó internacionalmente mediante la participación de Fabricio Alvarado, como ponente en el IV Encuentro Regional del Foro Madrid, celebrado en Asunción, Paraguay, los días 12 y 13 de junio de 2025. Este evento reunió a más de 45 panelistas provenientes de 17 países, incluyendo representantes de América Latina y Europa, con el objetivo de fortalecer proyectos políticos conservadores y libertarios en preparación para los próximos ciclos electorales.

## Diputados afines durante período 2018—2022
Durante el período 2018-2022, ocho diputados originalmente del Partido Restauración Nacional, se declararon independientes y afines al partido, conformando el autodenominado bloque del Partido Nueva República, no obstante no fue una fracción oficial reconocida por la Asamblea Legislativa, ya que no fueron elegidos popularmente en las elecciones del 2018 como partido, por lo que se les consideró diputados independientes no adscritos a ninguna fracción.
Estos diputados fueron: Carmen Irene Chan Mora, Harllan Hoepelman Páez, Ignacio Alberto Alpízar Castro, Ivonne Acuña Cabrera, Jonathan Prendas Rodríguez, Marulin Raquel Azofeifa Trejos y Nidia Lorena Céspedes Cisneros.
Posteriormente, la diputada Floria Segreda Sagot, quien fue una de los ocho en unirse al bloque independiente, cambiaría de decisión y regresaría al Partido Restauración Nacional. En abril del 2020, la diputada Ivonne Acuña Cabrera, quien también se había unido al bloque independiente, decidió separarse, pero esta no regresó al Partido Restauración Nacional, sino que se declaró diputada independiente.

## Elecciones municipales de 2020
En las Elecciones municipales de Costa Rica de 2020 el partido logró obtener 19 regidores y una intendencia a mano de Ulises González Jiménez de Paquera, pero no obtuvo alcaldes, lo que fue descrito por la prensa como un resultado decepcionante.

## Resultados electorales

### Elecciones presidenciales
| Elecciones presidenciales |                        |                         |           |           |                  |           |          |                             |
| Año                       | Candidato              | Candidato               | Votos     | Votos     | %                | %         | Posición | Vicepresidentes             |
| Año                       | Candidato              | Candidato               | 1° vuelta | 2° vuelta | 1° vuelta        | 2° vuelta | Posición | Vicepresidentes             |
| 2022                      |                        | Fabricio Alvarado Muñoz | 311,633   | -         | \| \| 14.88 % \| | -         | 3.º      | Francisco Prendas Rodríguez |
| 2022                      | Alexandra Loría Beeche | Fabricio Alvarado Muñoz | 311,633   | -         | \| \| 14.88 % \| | -         | 3.º      |                             |
| 2026                      |                        | Fabricio Alvarado Muñoz |           |           |                  |           |          | Por definir                 |
| 2026                      | Por definir            | Fabricio Alvarado Muñoz |           |           |                  |           |          |                             |
|                           | 14.88 %                |                         |           |           |                  |           |          |                             |

### Elecciones legislativas
| Año  | Asamblea | Asamblea         | Asamblea | +/–           | Posición | Gobierno  |
| Año  | Votos    | %                | Escaños  | +/–           | Posición | Gobierno  |
| ---- | -------- | ---------------- | -------- | ------------- | -------- | --------- |
| 2022 | 209,074  | \| \| 10.07 % \| | 7/57     | Partido nuevo | 4.°      | Oposición |
|      | 10.07 %  |                  |          |               |          |           |

### Elecciones municipales
| Año  | Alcaldías | Intendencias | Regidurías | Sindicaturas | Concejalías |
| ---- | --------- | ------------ | ---------- | ------------ | ----------- |
| 2020 | 0/82      | 1/8          | 18/508     | 1/486        | 32/1912     |
| 2024 | 2/84      | 2/7          | 20/518     | 8/491        | 48/1936     |

## Líderes

### Presidentes del Comité Ejecutivo
- Francisco Javier Prendas Rodríguez (2018-2022)
- Juan Diego López Quirós (2022-2023)
- Fabricio Alvarado Muñoz (2023-)

### Secretarios generales del Comité Ejecutivo
- Fabricio Alvarado Muñoz (2018-2022)
- Mónica Catalán Marín (2023-)

## Diputados
Diputados del Partido Nueva República para el período legislativo 2022-2026.
| N.º | Provincia  | Nombre                      |
| --- | ---------- | --------------------------- |
| 1   | San José   | Fabricio Alvarado Muñoz     |
| 2   | Alajuela   | Olga Lidia Morera Arrieta   |
| 3   | Alajuela   | José Pablo Sibaja Jiménez   |
| 4   | Puntarenas | David Lorenzo Segura Gamboa |
| 5   | Limón      | Yonder Andrey Salas Durán   |
| 6   | Limón      | Rosalía Brown Young         |

## Alcaldes
| Provincia  | Cantón  | Alcalde                       |
| ---------- | ------- | ----------------------------- |
| Puntarenas | Parrita | Roberto Alonso Rímola Real    |
| Puntarenas | Osa     | Mainor Fernando Anchía Angulo |

## Intendentes
| Provincia  | Cantón     | Distrito | Intendente                |
| ---------- | ---------- | -------- | ------------------------- |
| Puntarenas | Puntarenas | Paquera  | Ulises González Jiménez   |
| Puntarenas | Puntarenas | Cóbano   | Ronny José Montero Orozco |